# Dayton (Washington)
Dayton è una città degli Stati Uniti d'America, situata nello Stato di Washington e in particolare nella Contea di Columbia, della quale è anche il capoluogo.